# Glenn Helder
Glenn Helder (Leiden, 28 oktober 1968) is een Nederlandse percussionist, voormalig profvoetballer en ex-international van het Nederlands voetbalelftal.

## Loopbaan
Helder begon met voetballen bij de Leidse amateurvoetbalclub Oranje Groen, die inmiddels is opgegaan in FC Rijnland. Daarna speelde hij bij het Leidse UVS, voordat hij in de jeugdopleiding van Ajax belandde. Daar moest de linksbenige linksbuiten echter plaats maken voor Bryan Roy, waarna hij via het B2-elftal van opnieuw UVS bij de A-jeugd van amateurclub LV Roodenburg terechtkwam. Na een jaar bij het eerste seniorenelftal van Roodenburg, maakte hij in het seizoen 1989/1990 zijn profdebuut bij Sparta Rotterdam. Na vier jaar in Rotterdam te hebben gevoetbald en in 93 wedstrijden negen keer te hebben gescoord, volgde Vitesse.

### Interlandcarrière
Helder speelde vier interlands voor Oranje, waarin hij niet tot scoren kwam. Onder leiding van bondscoach Guus Hiddink maakte de aanvaller op 18 januari 1995, net als collega-aanvaller Michael Mols (FC Twente), in de vriendschappelijke thuiswedstrijd tegen Frankrijk (0-1) zijn debuut voor Oranje.
| Interlands van Glenn Helder voor Nederland | Interlands van Glenn Helder voor Nederland | Interlands van Glenn Helder voor Nederland | Interlands van Glenn Helder voor Nederland | Interlands van Glenn Helder voor Nederland | Interlands van Glenn Helder voor Nederland |
| №                                          | Datum                                      | Wedstrijd                                  | Uitslag                                    | Competitie                                 | Goals                                      |
| Als speler van Vitesse                     | Als speler van Vitesse                     | Als speler van Vitesse                     | Als speler van Vitesse                     | Als speler van Vitesse                     | Als speler van Vitesse                     |
| ------------------------------------------ | ------------------------------------------ | ------------------------------------------ | ------------------------------------------ | ------------------------------------------ | ------------------------------------------ |
| 1                                          | 18 januari 1995                            | Nederland – Frankrijk                      | 0 – 1                                      | Vriendschappelijk                          | 0                                          |
| Als speler van Arsenal                     |                                            |                                            |                                            |                                            |                                            |
| 2                                          | 11 oktober 1995                            | Malta – Nederland                          | 0 – 4                                      | EK-kwalificatie                            | 0                                          |
| 3                                          | 15 november 1995                           | Nederland – Noorwegen                      | 3 – 0                                      | EK-kwalificatie                            | 0                                          |
| 4                                          | 13 december 1995                           | Nederland – Ierland                        | 2 – 0                                      | EK-kwalificatie                            | 0                                          |

### Arsenal
In de winterstop van het seizoen 1994/1995 verkaste hij voor een transferbedrag van 5,4 miljoen gulden naar het Londense Arsenal. Bij Arsenal maakte hij op 21 februari 1995 zijn debuut in de met 1-0 gewonnen wedstrijd tegen Nottingham Forest. Hij stond tot 1998 onder contract bij Arsenal. De eerste twee seizoenen kwam hij nog aan spelen toe, daarna ging het bergafwaarts met Helder. Hij heeft nooit meer deel uitgemaakt van de basisselectie. In het seizoen 1996/1997 werd hij verhuurd aan het Portugese Benfica. In het daaropvolgende seizoen verhuurde Arsenal hem aan NAC.
Bij Arsenal speelde hij in een team met onder anderen Dennis Bergkamp en Ian Wright meerdere keren Europees voetbal. In de tijd dat Helder voor de Londense club uitkwam, verloor hij zich steeds meer in de wereld van de glamour en glitter en door een gokverslaving raakte hij in de schulden. Zijn prestaties op het voetbalveld gingen achteruit en uiteindelijk moest hij zijn plaats in het elftal afstaan aan Marc Overmars. Achteraf gaf Helder aan dat zijn teloorgang naar zijn mening al in zijn Vitesse-tijd begonnen was.

### Afbouw voetbalcarrière
Na zijn verblijf in Engeland speelde Helder opnieuw voor NAC Breda. Zijn financiële problemen zorgden ervoor dat hij, zoals hij in een interview uit 1999 meldde, een suïcidepoging ondernam.
Na NAC Breda speelde hij nog bij het Chinese Dalian Wanda en het Hongaarse MTK Boedapest. Na een langdurige revalidatieperiode, die hij grotendeels bij RBC Roosendaal doorliep, speelde hij in het seizoen 2002/2003 bij TOP Oss. Na beëindiging van zijn profcarrière speelde hij verder bij de amateurclubs Neptunus (2003/04, 2e klasse), Vv SHO (2004/05, zaterdag Hoofdklasse) en BSV Bergen (2005/06, 5e klasse).
Op 22 juli 2006 was hij een van de oud-spelers van Arsenal die bij de afscheidswedstrijd van Dennis Bergkamp streden in de met 2-1 gewonnen wedstrijd tegen de oud-spelers van Ajax. Deze wedstrijd was ook de openingswedstrijd van het Emirates Stadium.
In november 2009 maakte Helder zijn rentree als voetballer bij zaterdaghoofdklasser DOTO uit Pernis. De rentree was van korte duur, want in januari 2010 nam hij alweer afscheid van DOTO.

### Poker
In het verlengde van zijn gokverslaving heeft Helder ook deelgenomen aan de Football & Poker Legends, waar hij samen met de pokeraars Marcel Lüske en Noah Boeken Nederland vertegenwoordigde. Zij kwamen tot de halve finale waarin ze verloren van Duitsland. Helder heeft zijn pokerloopbaan niet voortgezet.

## Nevenactiviteiten
Helder, afkomstig uit een muzikale familie, treedt sinds het einde van zijn voetbalcarrière op als percussionist in discotheken, op festivals en bij feesten.
In 2008 was Helder vaste percussionist bij Feestcafé Bubbles te Amsterdam en verzorgde daar muzikale shows, die afgewisseld werden met een live DJ. Inmiddels heeft Helder o.a. optredens op Dance Valley, ADE 2012, LatinVillage 2012, Beatlovers en bij Bloomingdale op zijn naam staan.

Hij werkte samen met artiesten als D-Rashid, Gregor Salto en Trafassi, DJ Miss J'amore, DJ Roog en Alain Clark.
In 2012 had hij een bijrol in SpangaS waarin hij een groep meiden voetbalbijles gaf die een wedstrijd organiseerden tegen jongens uit hun klas.
Helder maakte deel uit van het gelegenheidsteam van oud-Vitesse.
In 2014 vertolkte Helder de rol van Barabbas in The Passion.
In 2014 was Helder een van de tien kandidaten in het RTL-realityprogramma Expeditie Poolcirkel, opgenomen op IJsland. Hij gaf op in aflevering twee.
In 2015 deed Helder mee aan het televisieprogramma Jouw vrouw, mijn vrouw VIPS, waarin hij van vrouw ruilde met Emile Ratelband.
In 2016 mocht Helder samen met Maxim Hartman voor de Voetbal Inside App naar Spanje om El Clásico van dichtbij mee te maken en daarvan een reportage te maken. Het leverde de nodige hilariteit op en door het succes kwam er een vervolg. Nu mochten de twee heren de wedstrijd Manchester United-Liverpool beleven. Ditzelfde jaar was Helder te zien in het programma Celebrity Stand-Up op Comedy Central.
In 2017 toerde Helder door Nederland met de theatershow FC De Rebellen, samen met onder anderen oud-voetballers Marcel Meeuwis, John de Wolf en Sjaak Polak. In datzelfde jaar deed hij samen met Rick Brandsteder mee aan het televisieprogramma De gevaarlijkste wegen van de wereld.
In 2018 speelde Helder mee in een sketch van Klikbeet, waar ook Ronald de Boer aan meedeed.
In 2023 deed Helder samen met Manuel Venderbos mee aan het televisieprogramma The Big Bang.
Helder is ook de vaste huisdrummer van het voetbalprogramma De Eretribune.

## Persoonlijke problemen
In september 2007 werd Helder vastgezet in het huis van bewaring in Zwaag omdat hij zijn ex-vriendin zou hebben lastiggevallen en haar vriend had mishandeld. Helder is vervolgens voorwaardelijk vrijgelaten, maar later opnieuw aangehouden. Op 3 april 2008 werd hij veroordeeld tot 373 dagen cel, waarvan 180 voorwaardelijk, wegens bedreiging, belaging, mishandeling, diefstal en vuurwapenbezit.
Helder werd ongewild synoniem voor getalenteerde voetballers die aan lager wal raakten en werkte als zodanig mee aan de KRO-documentaire C'est La Vie, die op 17 maart 2010 uitgezonden is. Deze documentaire is ook op de IDFA te zien geweest. In 2011 werd hij door RTL 7 geportretteerd in Life after Football.
Inmiddels heeft Helder zich ten doel gesteld anderen voor zijn valkuilen te behoeden. In maart 2014 verscheen de biografie van Helder Van Arsenal naar de Bajes bij Voetbal International. Het boek werd geschreven door Bert Nederlof. In 2023 verscheen een tweede biografie, getiteld Glenn: hoe helder wil je het hebben, geschreven door Frans van der Beek.
Op 20 augustus 2015 is hij aanvankelijk persoonlijk failliet verklaard, maar dit faillissement is door de rechtbank omgezet in een schuldsanering natuurlijke personen.

## Profclubs
| Seizoen | Club             | Land      | Competitie             | Wedstrijden | Doelpunten |
| ------- | ---------------- | --------- | ---------------------- | ----------- | ---------- |
| 1988/89 | LV Roodenburg    | Nederland | Zaterdag Hoofdklasse A |             |            |
| 1989/90 | Sparta Rotterdam | Nederland | Eredivisie             | 22          | 2          |
| 1990/91 | Sparta Rotterdam | Nederland | Eredivisie             | 29          | 4          |
| 1991/92 | Sparta Rotterdam | Nederland | Eredivisie             | 24          | 2          |
| 1992/93 | Sparta Rotterdam | Nederland | Eredivisie             | 18          | 1          |
| 1993/94 | Vitesse          | Nederland | Eredivisie             | 34          | 5          |
| 1994/95 | Vitesse          | Nederland | Eredivisie             | 18          | 7          |
| 1994/95 | Arsenal          | Engeland  | Premier League         | 13          | 0          |
| 1995/96 | Arsenal          | Engeland  | Premier League         | 24          | 1          |
| 1996/97 | Arsenal          | Engeland  | Premier League         | 2           | 0          |
| 1996/97 | Benfica          | Portugal  | SuperLiga              | 11          | 1          |
| 1997/98 | Arsenal          | Engeland  | Premier League         | 0           | 0          |
| 1997/98 | NAC              | Nederland | Eredivisie             | 3           | 0          |
| 1998/99 | NAC              | Nederland | Eredivisie             | 3           | 1          |
| 1998/99 | Dalian Wanda     | China     | China Super League     | 0           | 0          |
| 1999/00 | MTK Boedapest    | Hongarije | Magyar Labdarúgó Liga  | 4           | 1          |
| 2000/02 | RBC Roosendaal   | Nederland | Eerste divisie         | 0           | 0          |
| 2002/03 | TOP Oss          | Nederland | Eerste divisie         | 10          | 1          |
| Totaal  |                  |           |                        | 218         | 26         |

## Erelijst
MTK Hungária
- Magyar Kupa: 1999/00